# Danh sách loài guốc chẵn theo số lượng
Đây là một danh sách các loài guốc chẵn theo số lượng toàn cầu. Danh sách này không phải là toàn diện, không phải tất cả động vật móng guốc có số lượng chính xác. Danh sách này loại trừ các loài thú biển thuộc bộ Cá voi.
| Tên thông thường                    | Tên khoa học             | Số lượng                                               | Tình trạng              | Xu hướng | Ghi chú | Hình ảnh |
| ----------------------------------- | ------------------------ | ------------------------------------------------------ | ----------------------- | -------- | --- | -------- |
| Sao la                              | Pseudoryx nghetinhensis  | < 750                                                  | CR                      | [ 1 ]    | Không có cá thể nuôi nhốt. Quần thể tự nhiên bị phân tán, và các quần thể phân nhóm bị chia cắt với số lượng các cá thể trưởng thành dưới mức quần thể có khả năng sinh sống tối thiểu. Mối đe dọa lớn nhất là săn bắn. |          |
| Lợn lùn                             | Porcula salvania         | 250                                                    | CR                      | [ 2 ]    | Ước tính tối đa cho các cá thể trưởng thành. |          |
| Hươu đảo Bawean                     | Axis kuhlii              | 250 – 300                                              | CR                      | [ 3 ]    | Ước tính chỉ dành cho những cá thể hoang dã; có thể đạt tới 500 |          |
| Linh dương sừng xoắn châu Phi/Addax | Addax nasomaculatus      | 300                                                    | CR                      | [ 4 ]    | Ước tính tối đa ở tự nhiên |          |
| Trâu rừng Philippines/Tamaraw       | Bubalus mindorensis      | 300                                                    | CR                      | [ 5 ]    | |          |
| Lợn hươu Togian                     | Babyrousa togeanensis    | 500                                                    | EN                      | [ 6 ]    | Ước tính tối đa |          |
| Dê núi Walia                        | Capra walie              | 500                                                    | EN                      | [ 7 ]    | |          |
| Linh dương Dama                     | Nanger dama              | 500                                                    | CR                      | [ 8 ]    | Ước tính tối đa |          |
| Linh dương Hirola                   | Beatragus hunteri        | 500–2000                                               | CR                      | [ 9 ]    | Có thể thấp hơn |          |
| Hươu xạ An Huy                      | Moschus anhuiensis       | 700 – 800                                              | EN                      | [ 10 ]   | Ước tính tối đa gần đây vào năm 1998 |          |
| Linh dương Przewalski               | Procapra przewalskii     | 700 – 800                                              | EN                      | [ 11 ]   | Có thể không đáng tin cậy |          |
| Hươu hoang Ba Tư                    | Dama mesopotamica        | 715                                                    | EN                      | [ 12 ]   | Trước đây đã bị tuyệt chủng. |          |
| Lạc đà hai bướu                     | Camelus ferus            | 950                                                    | CR                      | [ 13 ]   | Wild population only. |          |
| Huemul                              | Hippocamelus bisulcus    | 1048 – 1500                                            | EN                      | [ 14 ]   | |          |
| Hươu đảo Calamian                   | Axis calamianensis       | 1123                                                   | EN                      | [ 15 ]   | 1994 estimate; has almost certainly decreased. |          |
| Linh dương hoẵng Abbott             | Cephalophus spadix       | 1500                                                   | EN                      | [ 16 ]   | Maximum estimate. |          |
| Linh dương vằn                      | Gazella cuvieri          | 1750 – 2950                                            | EN                      | unknown  | |          |
| Dê núi sừng ngắn Nilgiri            | Nilgiritragus hylocrius  | 1800 – 2000                                            | EN                      | [ 18 ]   | |          |
| Hà mã lùn                           | Choeropsis liberiensis   | 2000 – 3000                                            | EN                      | [ 19 ]   | Estimate is from 1993; numbers have probably shrunk. |          |
| Trâu núi                            | Bubalus quarlesi         | 2500                                                   | EN                      | [ 20 ]   | Maximum estimate. |          |
| Linh dương vằn sừng nhỏ             | Gazella leptoceros       | 2500                                                   | EN                      | [ 21 ]   | Estimate is for mature individuals only. |          |
| Hươu đốm đảo Visayas                | Rusa alfredi             | 2500                                                   | EN                      | [ 22 ]   | Maximum estimate. |          |
| Sơn dương núi Pakistan/Markhor      | Capra falconeri          | 2500                                                   | NT                      | [ 23 ]   | Maximum estimate. |          |
| Linh dương Nyala miền núi           | Tragelaphus buxtoni      | 2500 – 4000                                            | EN                      | [ 24 ]   | 2500 is a maximum estimate from 1999, but recent work has shown numbers may be as high as 4000. |          |
| Bò bison châu Âu                    | Bison bonasus            | 3200                                                   | VU                      | [ 25 ]   | Includes 1400 semi-domestic animals and 1800 wild. Semi-domestic numbers are likely underestimated. |          |
| Lợn peccary Gran Chaco              | Catagonus wagneri        | 3200                                                   | EN                      | [ 26 ]   | Estimate was made in 2002; wide-scale deforestation of their habitat began in 2003. |          |
| Trâu rừng                           | Bubalus arnee            | 3.400                                                  | EN                      | Giảm     | |          |
| Linh dương thân bạc                 | Cephalophus jentinki     | 3.500                                                  | EN                      | [ 28 ]   | Maximum estimate; may be less than 2000. |          |
| Hươu đầm lầy Ấn Độ/Barasingha       | Rucervus duvaucelii      | 3500 – 5100                                            | VU                      | [ 29 ]   | |          |
| Linh dương đồng cỏ sông Nile        | Kobus megaceros          | 4291                                                   | EN                      | [ 30 ]   | |          |
| Hươu sừng ngắn lông đỏ thân nhỏ     | Mazama bororo            | 4500                                                   | VU                      | [ 31 ]   | Maximum estimate. |          |
| Dê núi sừng ngắn Ả Rập              | Arabitragus jayakari     | 5000                                                   | EN                      | [ 32 ]   | Maximum estimate. |          |
| Sơn dương Tây Kavkaz                | Capra caucasica          | 5000 – 6000                                            | EN                      | [ 33 ]   | |          |
| Cừu Barbary                         | Ammotragus lervia        | 5.000 – 10.000                                         | LC                      | [ 34 ]   | |          |
| Linh dương Beira                    | Dorcatragus megalotis    | 7000                                                   | VU                      | [ 35 ]   | |          |
| Linh dương sừng thẳng Ả Rập         | Oryx leucoryx            | 7000 – 8000                                            | VU                      | [ 36 ]   | 6000 – 7000 in captivity and ~1000 in the wild. |          |
| Mang đầu lông                       | Muntiacus crinifrons     | 7000 – 8500                                            | VU                      | [ 37 ]   | Most recent estimate was in 1998. |          |
| Bò banteng                          | Bos javanicus            | 8000                                                   | EN                      | [ 38 ]   | Maximum estimate; may be fewer than 5000. Numbers do not include the non-purebred domestic variety. |          |
| Dê núi Nubia                        | Capra nubiana            | 10.000                                                 | VU                      | [ 39 ]   | Maximum estimate. |          |
| Hươu nhỏ Chile                      | Pudu puda                | 10 000                                                 | NT                      | [ 40 ]   | Maximum estimate. |          |
| Sơn dương Mãn Châu                  | Naemorhedus baileyi      | 10.000                                                 | VU                      | [ 41 ]   | Maximum estimate for mature individuals. |          |
| Linh dương bốn sừng                 | Tetracerus quadricornis  | 10 000                                                 | LC                      | [ 42 ]   | |          |
| Nai nhỏ Indonesia                   | Rusa timorensis          | 10.000                                                 | VU                      | [ 43 ]   | Maximum estimate for mature individuals. |          |
| Taruca                              | Hippocamelus antisensis  | 12.000 – 17.000                                        | VU                      | [ 44 ]   | |          |
| Bò tót                              | Bos gaurus               | 13 000 – 30 000                                        | VU                      | [ 45 ]   | |          |
| Linh dương Soemmerring              | Nanger soemmerringii     | 14 000                                                 | VU                      | [ 46 ]   | |          |
| Linh dương núi đá Ả Rập             | Gazella gazella          | 15.000                                                 | VU                      | [ 47 ]   | Maximum estimate. |          |
| Bò hoang Tây Tạng                   | Bos mutus                | 15 000                                                 | VU                      | [ 48 ]   | Estimate is from 1995. |          |
| Linh dương Eland lớn                | Tragelaphus derbianus    | 15 000 – 20 000                                        | LC                      | [ 49 ]   | |          |
| Linh dương đầu bò đen               | Connochaetes gnou        | 18 000                                                 | LC                      | [ 50 ]   | Minimum estimate (11 000 wild and 7000 semi-Thuần hóa). |          |
| Linh dương xám sừng ngắn            | Pelea capreolus          | 18 000                                                 | LC                      | [ 51 ]   | |          |
| Linh dương hoẵng Harvey             | Cephalophus harveyi      | 20 000                                                 | LC                      | [ 52 ]   | Numbers may be overestimated. |          |
| Hươu đồng cỏ Nam Mỹ                 | Ozotoceros bezoarticus   | 20 000 – 80 000                                        | NT                      | [ 53 ]   | |          |
| Linh dương trán đỏ                  | Eudorcas rufifrons       | 25 000                                                 | VU                      | [ 54 ]   | |          |
| Linh dương lưng vằn                 | Cephalophus zebra        | 28 000                                                 | VU                      | [ 55 ]   | Could be overestimated; may be less than 15 000. |          |
| Bongo                               | Tragelaphus eurycerus    | 28 000                                                 | NT                      | [ 56 ]   | Two subspecies: Mountain (75 – 140) and Lowland (28 000). |          |
| Dê núi Alps                         | Capra ibex               | 30 000                                                 | LC                      | [ 57 ]   | Was as low as 100 individuals in the 1800s. |          |
| Linh dương dik-dik lông bạc         | Madoqua piacentinii      | 30 000                                                 | DD                      | [ 58 ]   | Possibly overestimated. |          |
| Linh dương Nyala                    | Tragelaphus angasii      | 32 000                                                 | LC                      | [ 59 ]   | |          |
| Ogilby's duiker                     | Cephalophus ogilbyi      | 35 000                                                 | LC                      | [ 60 ]   | |          |
| Okapi                               | Okapia johnstoni         | 35 000 – 50 000                                        | EN                      | [ 61 ]   | |          |
| Mountain reedbuck                   | Redunca fulvorufula      | 36 000                                                 | LC                      | [ 62 ]   | Minimum estimate, divided into three subspecies: Southern (33 000), Chanler's (2900), and Western (450). |          |
| Red forest duiker                   | Cephalophus natalensis   | 42 000                                                 | LC                      | [ 63 ]   | Numbers may be underestimated. |          |
| Linh dương Klipspringer             | Oreotragus oreotragus    | 42 000                                                 | LC                      | [ 64 ]   | Estimate is considered conservative. |          |
| Linh dương đen Ấn Độ                | Antilope cervicapra      | 50 000                                                 | NT                      | [ 65 ]   | Numbers have increased from 20 – 24 000 in the 1970s. |          |
| Dê núi Iberia                       | Capra pyrenaica          | 50 000                                                 | LC                      | [ 66 ]   | Numbered only ~7900 in the early 1990s. |          |
| Linh dương Saiga                    | Saiga tatarica           | 50.000                                                 | CR                      | [ 67 ]   | Numbers stood at 1 250 000 in the mid-1970s. |          |
| Linh dương hoàng gia                | Neotragus pygmaeus       | 62 000                                                 | LC                      | [ 68 ]   | Possibly underestimated. |          |
| Linh dương sừng thẳng Đông Phi      | Oryx beisa               | 67 000                                                 | NT                      | [ 69 ]   | Divided into two subspecies: Beisa (50 000) and Fringe-eared (17 000). |          |
| Southern reedbuck                   | Redunca arundinum        | 73 000                                                 | LC                      | [ 70 ]   | |          |
| Linh dương đen Đông Phi             | Hippotragus niger        | 75 000                                                 | LC                      | [ 71 ]   | |          |
| Linh dương lang                     | Hippotragus equinus      | 76 000                                                 | LC                      | [ 72 ]   | |          |
| Hươu cao cổ phương bắc              | Giraffa camelopardalis   | 80 000                                                 | LC                      | [ 73 ]   | Maximum estimate. |          |
| Dê núi Bắc Mỹ                       | Oreamnos americanus      | 80 000 – 119 000                                       | LC                      | [ 74 ]   | |          |
| Linh dương Gerenuk                  | Litocranius walleri      | 95 000                                                 | NT                      | [ 75 ]   | |          |
| Sharpe's Grysbok                    | Raphicerus sharpei       | 95 000                                                 | LC                      | [ 76 ]   | Difficult to study due to the animal's nocturnal nature; numbers may be underestimated. |          |
| Tỳ linh Nhật Bản                    | Capricornis crispus      | 100 000                                                | LC                      | [ 77 ]   | |          |
| Linh dương hoẵng đen                | Cephalophus niger        | 100 000                                                | LC                      | [ 78 ]   | |          |
| Bohor reedbuck                      | Redunca redunca          | 101 000                                                | LC                      | [ 79 ]   | Probably underestimated. |          |
| Cừu sừng mảnh                       | Ovis dalli               | 111 500 – 116 500                                      | LC                      | [ 80 ]   | |          |
| Lesser kudu                         | Tragelaphus imberbis     | 118 000                                                | NT                      | [ 81 ]   | Minimum estimate. |          |
| Goitered gazelle                    | Gazella subgutturosa     | 120 000 – 140 000                                      | VU                      | [ 82 ]   | |          |
| Hippopotamus                        | Hippopotamus amphibius   | 125 000 – 148 000                                      | VU                      | [ 83 ]   | |          |
| Puku                                | Kobus vardonii           | 130 000                                                | NT                      | [ 84 ]   | |          |
| Linh dương Eland                    | Tragelaphus oryx         | 136 000                                                | LC                      | [ 85 ]   | |          |
| Yellow-backed duiker                | Cephalophus silvicultor  | 160 000                                                | LC                      | [ 86 ]   | |          |
| Red-flanked duiker                  | Cephalophus rufilatus    | 170 000                                                | LC                      | [ 87 ]   | |          |
| Linh dương Sitatunga                | Tragelaphus spekii       | 170 000                                                | LC                      | [ 88 ]   | Yet-to-be-published research suggests the population has been overestimated. |          |
| Weyns's duiker                      | Cephalophus weynsi       | 188 000                                                | LC                      | [ 89 ]   | |          |
| Waterbuck                           | Kobus ellipsiprymnus     | 200 000                                                | LC                      | [ 90 ]   | About 95 000 of the Defassa subspecies and 105 000 of the Common. |          |
| Lechwe                              | Kobus leche              | 212 000                                                | LC                      | [ 91 ]   | Combined numbers of three subspecies: Red (98 000), Kafue (78 000), and Black (36 000). |          |
| Bates's pygmy antelope              | Neotragus batesi         | 219 000                                                | LC                      | [ 92 ]   | |          |
| Water chevrotain                    | Hyemoschus aquaticus     | 278 000                                                | LC                      | [ 93 ]   | |          |
| White-bellied duiker                | Cephalophus leucogaster  | 287 000                                                | LC                      | [ 94 ]   | |          |
| Black-fronted duiker                | Cephalophus nigrifrons   | 300 000                                                | LC                      | [ 95 ]   | |          |
| Vicuña                              | Vicugna vicugna          | 347 273                                                | LC                      | [ 96 ]   | |          |
| Linh dương Grant                    | Nanger granti            | 350 000                                                | LC                      | [ 97 ]   | |          |
| Hartebeest                          | Alcelaphus buselaphus    | 362 000                                                | LC                      | [ 98 ]   | |          |
| Linh dương Suni                     | Nesotragus moschatus     | 365 000                                                | LC                      | [ 99 ]   | |          |
| Gemsbok                             | Oryx gazella             | 373 000                                                | LC                      | [ 100 ]  | |          |
| Peters's duiker                     | Cephalophus callipygus   | 382 000                                                | LC                      | [ 101 ]  | |          |
| Mongolian gazelle                   | Procapra gutturosa       | 400 000                                                | LC                      | Unknown  | Estimate has dropped from 2 700 000 since 1998. |          |
| Linh dương Kudu lớn                 | Tragelaphus strepsiceros | 482 000                                                | LC                      | [ 103 ]  | |          |
| Salt's dik-dik                      | Madoqua saltiana         | 485 600                                                | LC                      | [ 104 ]  | |          |
| Linh dương dik-dik Günther          | Madoqua guentheri        | 511 000                                                | LC                      | [ 105 ]  | |          |
| Bò bison châu Mỹ                    | Bison bison              | 530 000                                                | NT                      | [ 106 ]  | Includes 500 000 semi-domestic animals and 30 000 wild (19 000 plains bison and 11 000 wood bison). |          |
| Lạc đà Guanaco                      | Lama guanicoe            | 535 750 – 589 750                                      | LC                      | [ 107 ]  | |          |
| Linh dương Thomson                  | Eudorcas thomsonii       | 550 000                                                | NT                      | [ 108 ]  | |          |
| Linh dương Steenbok                 | Raphicerus campestris    | 600 000                                                | LC                      | [ 109 ]  | Considered an underestimate. |          |
| Linh dương sừng nhánh               | Antilocapra americana    | 700 000                                                | LC                      | [ 110 ]  | Numbered over 35 million in the early 1800s and as little as 20 000 in the early 1920s. |          |
| Linh dương hoẵng nâu đỏ             | Cephalophus dorsalis     | 725 000                                                | LC                      | [ 111 ]  | |          |
| Linh dương Oribi                    | Ourebia ourebi           | 750 000                                                | LC                      | [ 112 ]  | |          |
| Trâu rừng châu Phi                  | Syncerus caffer          | 890 000                                                | LC                      | [ 113 ]  | Considered conservative. Divided into four subspecies: West African Savanna (27 000), Central African Savanna (133 000), Southern Savanna (670 000), & Forest (60 000).                                                 |          |
| Kirk's dik-dik                      | Madoqua kirkii           | 971 000                                                | LC                      | [ 114 ]  | |          |
| Siberian roe deer                   | Capreolus pygargus       | 1 000 000                                              | [[Near threatened][NT]] | [ 115 ]  | About 500 000 were hunted annually in Russia in the 1800s. |          |
| Bushbuck                            | Tragelaphus scriptus     | 1 340 000                                              | LC                      | [ 116 ]  | Estimate is considered conservative. |          |
| Moose                               | Alces alces              | 1 500 000                                              | LC                      | [ 117 ]  | |          |
| Linh dương đầu bò xanh              | Connochaetes taurinus    | 1 550 000                                              | LC                      | [ 118 ]  | |          |
| Linh dương hoẵng thông thường       | Sylvicapra grimmia       | 1 660 000                                              | LC                      | [ 119 ]  | Considered extremely conservative; yet-to-be-published research shows it may number as high as 10 000 000. |          |
| Linh dương Impala                   | Aepyceros melampus       | 2 000 000                                              | LC                      | [ 120 ]  | |          |
| Linh dương nhảy                     | Antidorcas marsupialis   | 2 000 000 – 2 500 000                                  | LC                      | [ 121 ]  | |          |
| Linh dương hoẵng Maxwell            | Philantomba maxwellii    | 2 137 000                                              | LC                      | [ 122 ]  | Quite possibly underestimated. |          |
| Linh dương hoẵng lam                | Philantomba monticola    | 7 000 000                                              | LC                      | [ 123 ]  | Estimate is considered conservative. |          |
| Dê                                  | Capra aegagrus hircus    | 850 000 000                                            | Thuần hóa               |          | |          |
| Bò nhà                              | Bos primigenius taurus   | 1 000 000 000                                          | Thuần hóa               |          | |          |
| Lợn nhà                             | Sus scrofa domesticus    | 1 000 000 000                                          | Thuần hóa               |          | |          |
| Cừu                                 | Ovis aries               | 1 000 000 000                                          | Thuần hóa               |          | |          |
| Trâu                                | Bubalus bubalis          | 172.000.000 kể cả 3,2 triệu trâu Carabao ở Philippines | Thuần hóa               |          | |          |